# Mother Mary
Pour plus de détails, voir Fiche technique et Distribution.
Mother Mary est un film américano-germano-britannique écrit et réalisé par David Lowery et dont la date de sortie n'a pas été annoncée.

## Fiche technique
Sauf indication contraire, les informations mentionnées dans cette section peuvent être confirmées par la base de données cinématographiques IMDb,  présente dans la section « Liens externes ».
- Titre original : Mother Mary
- Réalisation et scénario : David Lowery
- Musique : Daniel Hart ; chansons originales de Jack Antonoff et Charli XCX
- Décors : Francesca Di Mottola
- Costumes : Bina Daigeler
- Photographie : Andrew Droz Palermo
- Production : David Lowery, Toby Halbrooks, James M. Johnston, Jeanie Igoe, Jonas Katzenstein, Maximilian Leo et Jonathan Saubach
- Sociétés de production : A24, Homebird Productions, augenschein Filmproduktion, Sailor Bear et Topic Studios
- Société de distribution : A24
- Pays de production :  États-Unis,  Royaume-Uni,  Allemagne
- Langue originale : anglais
- Format : couleur
- Genre : Drame et film musical
- Date de sortie : Date sujette à modification

## Distribution
- Michaela Coel : Sam
- Anne Hathaway
- Hunter Schafer : Hilda
- Kaia Gerber
- Jessica Brown-Findlay
- Sian Clifford

## Production

### Genèse et développement
En mars 2023, Deadline Hollywood annonce que David Lowery va écrire et réaliser un film intitulé Mother Mary qui sera un mélodrame pop épique suivant une musicienne et sa relation avec un créateur de mode. Le film constitue la troisième collaboration entre A24 et David Lowery après The Green Knight et A Ghost Story. Le projet est cofinancé par Topic Studios, A24 et les sociétés allemandes Film- und Medienstiftung NRW et du DFFF.
Deadline annonce également que la musique sera composée par Daniel Hart, avec des chansons originales écrites par les musiciens Jack Antonoff et Charli XCX.
La production est assurée par David Lowery, Toby Halbrooks et James M. Johnston, aux côtés de Jeanie Igoe de Homebird Productions et de Jonas Katzenstein, Maximilian Leo et Jonathan Saubach d'Augenschein Filmproduktion, basée à Cologne,.

### Attribution des rôles
Lors de l'annonce du film en mars 2023, Deadline Hollywood précise que la distribution comprendra Michaela Coel et Anne Hathaway.
Le 25 mai 2023, le même site ajoute que l'actrice Hunter Schafer rejoint la distribution.

### Tournage
Le tournage se déroule en Rhénanie-du-Nord-Westphalie en Allemagne à partir du mois de mai 2023, avec un financement des sociétés allemandes Film- und Medienstiftung NRW et du DFFF,,,. Il a notamment lieu à Wachtberg.
En juillet 2023, la production obtient une dérogation pour poursuivre le tournage malgré la grève SAG-AFTRA de 2023.